# نیکی کراس (بازیکن فوتبال)
نیکی کراس (انگلیسی: Nicky Cross؛ زادهٔ ۷ فوریهٔ ۱۹۶۱) بازیکن فوتبال اهل بریتانیا است.
از باشگاه‌هایی که در آن بازی کرده‌است می‌توان به باشگاه فوتبال وست برومویچ آلبیون، باشگاه فوتبال والسال، باشگاه فوتبال پورت ویل، باشگاه فوتبال هرفورد یونایتد، و باشگاه فوتبال لستر سیتی اشاره کرد.